# Ara Malikian
Ara Malikian (Beirut, 1968) è un violinista libanese.

## Biografia
Di origini armene, Ara Malikian ha iniziato a suonare il violino in tenera età, con il padre come insegnante. Ha tenuto il suo primo concerto all'età di 12 anni, mentre all'età di 14 anni viene notato dal direttore d'orchestra Hans Herbert-Jöris, che gli concede una borsa di studio per studiare alla Hochschule für Musik, Theater und Medien Hannover di Hannover. Fu ammesso all'età di 15 anni e divenne lo studente più giovane a studiare in questa scuola. Ha continuato i suoi studi alla Guildhall School of Music and Drama di Londra e contemporaneamente ha preso lezioni private con gli insegnanti Franco Gulli, Ruggiero Ricci, Ivry Gitlis, Herman Krebbers e i membri dell'Alban Berg Quartet.
Malikian ha assimilato la musica di altre culture come quella del Medio Oriente, dell'Europa centrale (zingara e klezmer), dell'Argentina (tango) e della Spagna (flamenco), ispirandosi al musicista spagnolo Paco de Lucía. Con un repertorio variegato, che comprende la maggior parte dei brani scritti per violino (concerti con orchestra, sonate e brani con pianoforte e musica da camera), Malikian suona anche brani di compositori moderni come Franco Donatoni, Malcolm Lipkin, Luciano Chailly, Ladislav Kupkovich, Loris Tjeknavorian, Lawrence Romany e Yervand Yernakian. Suona anche recital per violino solo, tra cui i Ventiquattro capricci di Niccolò Paganini, le Sei sonate di Eugène Ysaÿe e le Sonate e partite di Johann Sebastian Bach.

## Discografia

### Album in studio
- 2000 – Robert Schumann: Sonatas for Violin and Piano (con Serouj Kradjian)
- 2002 – Manatial
- 2003 – 6 sonatas para violín solo op. 27 (con Eugène Ysaÿe)
- 2003 – Sarasate
- 2004 – Vivaldi: mis primeras cuatro estaciones
- 2005 – De la felicidad (con José Luis Montón)
- 2006 – Insula poética: en son brull (con Joan Valent, Suso Sáiz e Marc Blanes)
- 2007 – Meeting with a Friend
- 2007 – Lejos (con Fernando Egozcue)
- 2008 – No Seasons
- 2009 – Minds (con Daniel del Pino)
- 2011 – Christmas Mood
- 2012 – Payo Bach (con José Luis Montón)
- 2013 – Pizzicato
- 2016 – The Incredible Story of Violin
- 2019 – Royal Garage

### Album dal vivo
- 2014 – Live! (con Manolo Carrasco)
- 2015 – 15
- 2017 – Symphonic at Las Ventas

### Raccolte
- 2018 – El viaje de un violón - Primeros compases: 2002-2007

### Singoli
- 2018 – El extranjero (feat. Enrique Bunbury)
- 2018 – Nostalgias (feat. Andrés Calamaro)
- 2018 – The Rough Dog (feat. Serj Tankian)
- 2020 – Oro, incienso y mirra
- 2021 – Nana arrugada

### Collaborazioni
- 2010 – Manolo Carrasco – 1812 viva la pepa! (banda sonora original del musical sobre la constitución de 1812)
- 2014 – José Luis Turina – Exequias, in memoriam Fernándo Zóbel - Concierto para violín y orquesta